# Ponte a Ema

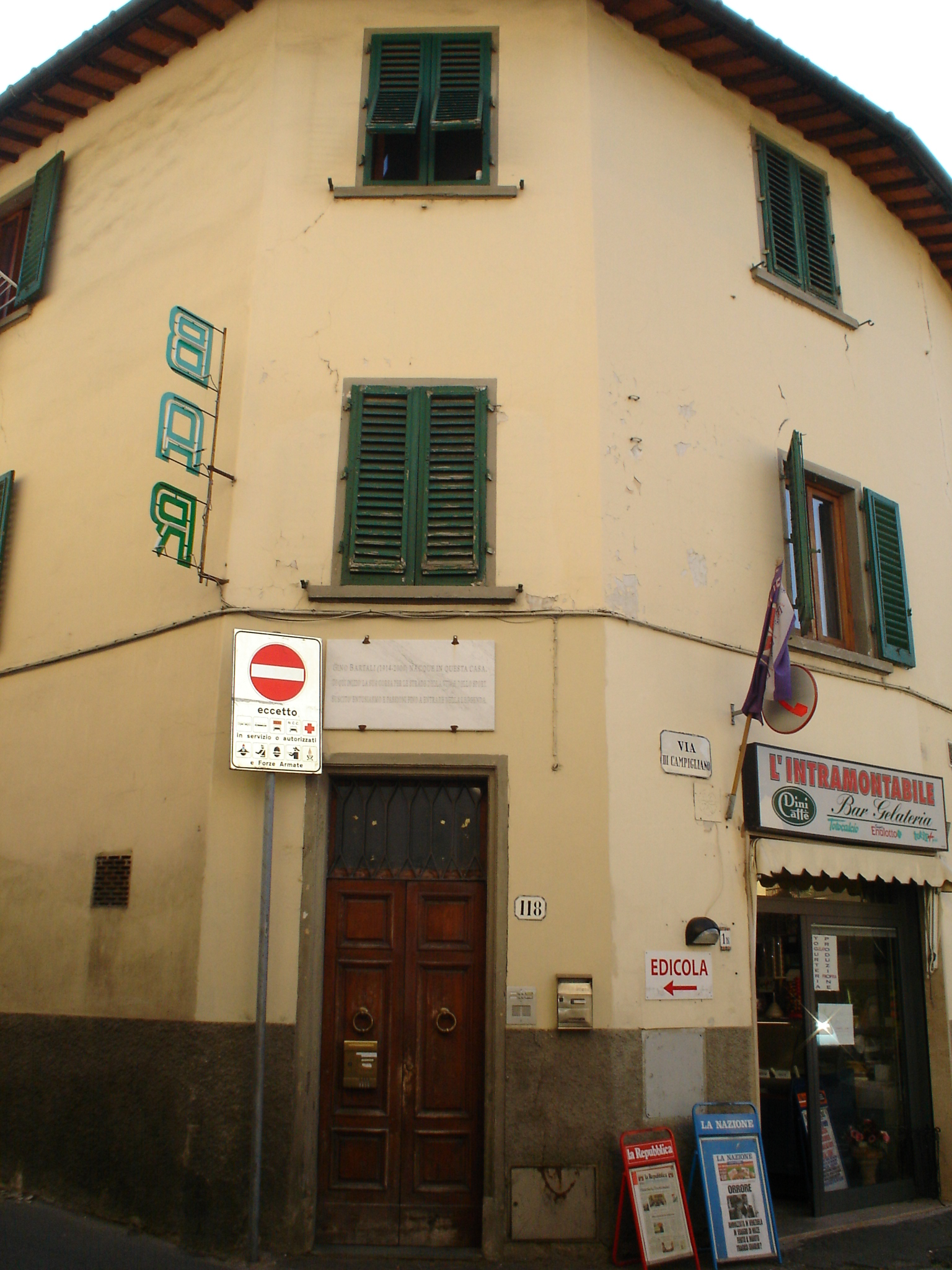
Casa de Gino Bartali em Ponte a Ema.

Ponte a Ema é um pequeno povoado italiano da região Toscana. Administrativamente faz parte seja do município de Bagno a Ripoli como do de Florença (pertence ao Bairro 3 Gavinana-Galluzzo).
É a terra natal do ciclista Gino Bartali vencedor por várias vezes do Tour de France e o Giro d'Italia.